# 2M1207
2M1207, 2M1207A hoặc 2MASS J12073346-3932539 là một sao lùn nâu nằm trong chòm sao Bán Nhân Mã;có một đối tượng đồng hành, 2M1207b, có thể là bạn đồng hành khối lượng hành tinh ngoài hệ mặt trời đầu tiên được chụp trực tiếp và là phát hiện đầu tiên quay quanh một sao lùn nâu.
2M1207 được phát hiện trong quá trình khảo sát bầu trời hồng ngoại 2MASS: do đó "2M" trong tên của nó, theo sau đó là tọa độ thiên thể của nó. Với loại quang phổ khá sớm (đối với sao lùn nâu) của M8, nó còn rất trẻ và có lẽ là thành viên của hiệp hội TW Hydrae. Khối lượng ước tính của nó là gấp khoảng 25 khối lượng Sao Mộc. Người bạn đồng hành, 2M1207b, ước tính có khối lượng gấp từ 3-10 làn Sao Mộc. Vẫn còn nóng đỏ rực, nó sẽ co lại với kích thước nhỏ hơn một chút so với Sao Mộc khi nó nguội đi trong vài tỷ năm tới.
Ước tính trắc quang ban đầu cho khoảng cách đến 2M1207 là 70 Parsec. Vào tháng 12 năm 2005, nhà thiên văn học người Mỹ Eric Mamajek đã báo cáo khoảng cách chính xác hơn (53 ± 6 Parsec) đến 2M1207 bằng phương pháp cụm di chuyển. Khoảng cách mới mang lại độ sáng mờ hơn cho 2M1207. Kết quả hiển thị sai lượng giác gần đây đã xác định khoảng cách cụm di chuyển này, dẫn đến ước tính khoảng cách là 53 ± 1 Parsec hoặc là 172 ± 3 năm ánh sáng.
Giống như các ngôi sao T Tauri cổ điển, nhiều sao lùn nâu được bao quanh bởi các đĩa khí và bụi tích tụ ở trên sao lùn nâu. 2M1207 lần đầu tiên bị nghi ngờ rằng có một đĩa như vậy vì dòng Hα khá rộng của nó. Điều này sau đó đã được xác nhận bằng quang phổ tử ngoại. Sự tồn tại của một đĩa bụi cũng được xác nhận bằng các quan sát hồng ngoại. Nói chung, sự bồi tụ từ các đĩa được biết là tạo ra các tia nước chuyển động nhanh, vuông góc với đĩa, của vật liệu bị đẩy ra. Điều này cũng đã được quan sát cho 2M1207; một bài báo tháng 4 năm 2007 trên Tạp chí Vật lý thiên văn báo cáo rằng sao lùn nâu này đang phun ra các tia vật chất từ các cực của nó. Các máy bay phản lực, kéo dài khoảng 10 9 km vào không gian, được phát hiện bằng Kính thiên văn rất lớn (VLT) tại Đài thiên văn Nam châu Âu. Vật chất trong các máy bay phản lực chảy vào không gian với tốc độ vài km mỗi giây.
| Đồng hành | Khối lượng | Chia tách quan sát được (AU) |
| b         | 3–10 MJ    | 40.6 ± 1.3                   |